# Tomorrow's way
《Tomorrow's way》是日本唱作女歌手YUI，於2005年6月22日所推出的單曲碟，並是在Sony Music Records旗下的第二張單曲碟。

## 收錄歌曲
1. Tomorrow's way
作詞・作曲：YUI　編曲：鈴木Daichi秀行（日语：鈴木Daichi秀行）　弦樂團編曲：弦一徹（日语：落合徹也）
松竹系電影「HINOKIO（我愛奇諾奧）」的主題歌。後來香港歌手薛凱琪翻唱了此曲，歌名為「Dear Fiona」。
2. Last Train
作詞・作曲：YUI　編曲：鈴木Daichi秀行
3. feel my soul～YUI Acoustic Version～
每張新單曲會收錄前一單曲的Acoustic Version。
4. Tomorrow's way～Instrumental～

## 銷售紀錄
- 累積發售量：32,391
- Oricon最高排名：第15名
- Oricon上榜次數：10次

| 發行          | 排行榜      | 最高位 | 總銷量 |
| ------------- | ----------- | ------ | ------ |
| 2005年6月22日 | Oricon 日榜 | 15     | 32,391 |